# Фридрих VII фон Рюдесхайм
Фридрих VII фон Рюдесхайм (на немски: Friedrich VII von Rüdesheim; * пр. 1403; † 1445/1454) е благородник от род Рюдесхайм на Рейн в Рейнгау в Хесен-Дармщат.
Той е син на Фридрих VI фон Рюдесхайм († сл. 1391) и внук на Фридрих V фон Рюдесхайм († сл. 1369). Брат е на Симон фон Рюдесхайм († 1444/1451) и на Вилхелм фон Рюдесхайм († сл. 1424.

## Фамилия
Фридрих VII фон Рюдесхайм се жени за Маргарета фон Райполтскирхен († 7 декември 1451). Те имат осем деца:
- Улрих фон Рюдесхайм († 1467/1469); има един син и две дъщери
- Конрад фон Рюдесхайм († сл. 1442)
- Елза фон Рюдесхайм († пр. 1475), омъжена I. за Конрад фон Роденщайн († пр. 1450), II. за за фон Керпен-Варсберг
- Анна фон Рюдесхайм († 1452), омъжена за Фридрих Стефан фон Инзелтхайм († сл. 1441)
- Маргарета фон Рюдесхайм († сл. 1454), омъжена за Фридрих Цанд († сл. 1454)
- Дитер (Дитрих) фон Рюдесхайм на Рейн (* ок. 1420; † 1478), женен пр. 1441 г. за Ида фон Хунолщайн (* ок. 1420; † 1486), дъщеря на фогт Йохан II фон Хунолщайн (1374 – 1459) и Шонета Бубес фон Гайшпитцхайм, наследничка на Меркхайм († 1477); имат два сина и три дъщери
- Фридрих VIII фон Рюдесхайм († сл. 1459)
- Райнфрид фон Рюдесхайм († 1485), женен за Енхин фон Албен-Зулцбах († 1491)